# タカマツ・アズマプロダクション
タカマツ・アズマプロダクション（1925年 設立 - 1927年 活動停止）は、かつて第二次世界大戦前に存在した、東京の映画製作会社である。労働運動家高松豊次郎が設立し、南葛飾郡吾嬬町に「タカマツ・プロダクション吾嬬撮影所」をもっていた。

## 略歴・概要
1909年に台湾でフランス映画を上映したり、1917年ごろから映画を用いたユニークな啓蒙活動・労働運動にとりくみ、1920年には「活動写真資料研究会」として映画『生活安定の巻』（監督岩岡巽、フィルム現存）を製作したこともある「呑気楼三昧」こと高松豊次郎が、52歳のときに「高松豊次郎プロダクション」（高松プロダクション、略称高松プロ）として1925年に設立、翌1926年、「タカマツ・プロダクション」を経て同名称に落ち着いた。
1925年（大正14年）、「高松豊次郎プロダクション吾嬬撮影所」を建設・開所、高松操監督の時代劇『義憤の血煙』を設立第一作として製作した。同作は、大阪の「第二新国劇」出身で、聯合映画芸術家協会製作の『弥陀ケ原の殺陣』（監督衣笠貞之助）に出たばかりの脇役俳優、「室町次郎」を主演に抜擢した。室町は同年、日活大将軍撮影所に入社して大河内傳次郎となった。同作を同年9月11日に公開した後数か月は自社製作をせず、同撮影所を「阪東妻三郎プロダクション」、「マキノ・プロダクション」にレンタルした。同社は、マキノ風に「タカマツ・プロダクション」と改名した。
翌1926年（大正15年）2月19日に浅草六区の活動写真館「大東京」で公開された友成用三監督の『燃ゆる情魂 前篇』が、同社改名後の第一作、設立第二作である。その1週間後の2月26日には後篇が封切られた。同作の主演は、「マキノ・プロダクション」が、前年におなじ吾嬬撮影所で連続して撮った4作中3作に主演（うち1作は監督も兼務）した才人・近藤伊与吉、カメラマンには前作『義憤の血煙』にひきつづき小谷三郎であった。小谷は2作の間に同撮影所でマキノプロが製作した『クロスワード』の撮影も担当し、この両名は同社に定着して活躍した。
1927年（昭和2年）の後半には、同社はすでに活動を停止した。わずか1年半の活動期間に23本もの無声映画を遺した。
同社の製作活動停止後、監督たちはほうぼうへ散った。高松操は2年のブランクを経て1930年に河合映画製作社へ、友成用三は松竹下加茂撮影所へ、近藤伊与吉は松竹蒲田撮影所を経て阪東妻三郎プロダクションへ、横田豊秋は片岡松燕プロダクションから日活太秦撮影所へ、持田米彦は撮影技師として東京発声映画製作所へ流れた。江川宇礼雄は、阪東妻三郎プロダクション太秦撮影所で1本監督したあと、松竹蒲田で俳優として活躍した。長崎武、荒川清の1927年以降の記録は残っていない。助監督には、1927年に日本大学を卒業したばかりの伊賀山正徳がいた。その後伊賀山は日活多摩川撮影所に入社、やがて監督に昇進した。

## フィルモグラフィ
1925年
- 義憤の血煙　監督高松操

1926年
- 燃ゆる情魂 前篇　監督友成用三
- 燃ゆる情魂 後篇　監督友成用三
- 港の謙吉　監督横田豊秋
- 紅扇　監督友成用三
- 母に誓ひて　監督山本嘉次郎
- 銅銭会事変　監督横田豊秋
- 涙の黎明　監督友成用三
- 黄門漫遊記　監督高松操
- 剣侠無明　監督高松操
- 国境の血涙　監督友成用三
- 楠公の唄　監督近藤伊与吉、長崎武
- 父様の売物　監督山本嘉次郎
- 流転地獄　監督高松操
- 道は二つ　監督高松操
- 月は朧天明大難剣　監督高松操

1927年
- 荒れ狂ふ剣戟王　監督高松操
- 国定忠次侠血篇　監督江川宇礼雄
- 男の中の一匹　監督相良輝男
- 辻切縦横組　監督荒川清
- 乱刃　監督持田米彦
- 観音堂の仇討　監督高松操
- 二人の女性　監督友成用三
- 陽炎の舞　監督友成用三
- 愛染手網 前後篇　監督高松操

## 吾嬬撮影所
関東大震災後の大正末期、1925年に東京府下南葛飾郡吾嬬町（1932年の南葛飾郡の廃止で東京市向島区）に「高松プロ」が建設した同撮影所は、現在の東京都墨田区京島3丁目62番19号にあった。東武亀戸線（1904年開業）の小村井駅と曳舟駅の間の十字路に面した区画にあった。
これは「日活向島撮影所」とは異なるものである。1913年に建設・開所し、1923年の関東大震災で崩壊、その機能をすべて京都の日活大将軍撮影所に移転して閉鎖した「日活向島撮影所」の所在地は、同じ南葛飾郡であるが、隅田村字堤外142番地（現在の墨田区堤通2丁目19番地1号）で、吾嬬撮影所の真北、隅田川に面した場所であり、現在は墨田区立堤小学校となっている。
開所した1925年、まず「高松豊次郎プロダクション」が高松操監督の『義憤の血煙』（1925年9月11日公開）を撮影した後、つづいて「阪東妻三郎プロダクション」が「阪東妻三郎プロダクション吾嬬撮影所」として使用、井上金太郎監督の『異人娘と武士』（配給マキノ・プロダクション、1925年9月25日公開）を撮影、つづいて同年、「マキノ・プロダクション」が「マキノ・プロダクション東京撮影所」として使用、山本嘉次郎監督の『輝ける扉』（1925年12月4日公開）、高松操監督の『クロスワード』（1926年1月1日公開）、山本嘉次郎・横田豊秋共同監督の『男児一諾』（1926年1月22日公開）、近藤伊与吉監督・主演の『名士』（1926年2月11日公開）の3本を撮影した。つづく1926年初頭より「タカマツプロダクション吾嬬撮影所」として、「タカマツ・プロダクション」が改名後第一作の撮影を開始、翌1927年まで使用した。
「タカマツ・アズマプロダクション」は1927年で映画の製作活動を停止するが、吾嬬撮影所は残っていた。1945年の東京大空襲で焼失し、現在は住宅地になっている。

## 関連事項
- 活動写真資料研究会 （高松豊次郎）
- 阪東妻三郎プロダクション （阪東妻三郎）
- マキノ・プロダクション （マキノ省三）
- 連合映画芸術家協会 （直木三十五）

## 註
1. ↑  東京国立近代美術館#フィルムセンターサイト内の日本映画の発見I：無声映画時代を参照。
2. ↑  「アテネ・フランセ文化センター / データベース」の伊賀山正徳（正光）の項を参照。
3. ↑  墨田区の公式サイト史跡説明板を参照。現地に同区の教育委員会による立て札がある。
4. ↑  溝口健二 - 人と作品サイト内の日活向島撮影所の記述を参照。